# Anicetus
Anicetus (* um 92/100 in Emesa, dem heutigen Homs am Orontes; † 17. April (?) 160/166 (?) in Rom) war in den 150er und 160er Jahren Bischof von Rom.

## Leben und Wirken
Der griechische Name bedeutet „Der Unbesiegte“. Anicetus soll der Legende nach Assyrer gewesen sein und aus Emesa gestammt haben.
Während seiner Zeit als Gemeindeleiter besuchte Polykarp von Smyrna die römische Kirche. Er und Anicetus diskutierten das Osterdatum, welches die Kirche von Smyrna zum jüdischen Pessachfest feierte, während die römische Kirche es stets an einem Sonntag feierte, da dies der Tag der Auferstehung des Herrn sei, weswegen auch der Sonntag der heilige Tag im Christentum ist. Anicetus und Polykarp konnten sich nicht einigen, doch Anicetus erlaubte Polykarp, seiner Tradition zu folgen. Diese Kontroverse flammte in den kommenden Jahrhunderten als Osterfeststreit wieder auf.
Auch der christliche Historiker Hegesippus besuchte Rom zu dieser Zeit, um sich über die Geschichte der Christen in Rom zu informieren.
Anicetus wird als der erste Bischof von Rom betrachtet, der eine Häresie verdammte, indem er den Montanismus verbot. Er trat auch öffentlich gegen die Gnostiker und den Markionismus auf. Nach Darstellung des spätantiken Liber Pontificalis, dessen Angaben zu den antiken Päpsten großteils ahistorisch sind, soll Anicetus den Priestern verboten haben, lange Haare zu tragen (vielleicht weil die Gnostiker sie so trugen). Dies wurde unabhängig von der fraglichen Angabe im Liber Pontificalis in der Westkirche später tatsächlich zum allgemeinen Brauch.
Auch die Angabe, dass Anicetus als Märtyrer gestorben sein soll (an einem 16., 17. oder 20. April), gilt als unhistorisch. Sein Gedenktag ist der 17. April.